# 荷青花属
荷青花属（学名：Hylomecon）是罂粟科下的一个属，为多年生草本植物。该属仅有Hylomecon japonicum一种，分布于日本、朝鲜和中国西南部至西北部。

## 下属物种
本属包括以下物种：
- Hylomecon hylomeconoides (Nakai) Y.N.Lee
- 荷青花 Hylomecon japonicum (Thunb.) Prantl
  - 繸瓣荷青花 Hylomecon japonica var. dentipetala Wei Du[3]